# Liknelsen om de blinda
Liknelsen om de blinda eller Den blinde leder de blinda är en målning av den flamländske renässanskonstnären Pieter Bruegel den äldre. Den är daterad 1568 och ingår i Museo di Capodimonte samlingar i Neapel. 
Målningen skildrar en av Jesu liknelser som omnämns i Nya testamentet. I Matteusevangeliet (kapitel 15:13–14) säger Jesus om fariséerna: ”Varje växt som inte är planterad av min himmelske fader skall ryckas upp med roten. Bry er inte om dem: de är blinda ledare för blinda. Och om en blind leder en blind faller båda i gropen”. Även i Lukasevangeliet (6:39) finns ett liknande stycke: ”Kan väl en blind leda en blind? Ramlar inte båda i gropen?”.
Bruegels målning visar en grupp blinda vandringsmän som går på led med en hand på den framförvarandes axel för att hålla ihop. Den främsta har fallit ner i ett dike och det är en bara en tidsfråga innan övriga fem också faller ner i diket. I bakgrunden syns Sankta Anna kyrka, Itterbeek(en) som ligger strax väster om Bryssel.  
Uppenbarligen sökte Bruegel förmedla ett budskap till sin samtid med denna liknelse om mänsklig dårskap. Det kan röra sig om religiösa frågor, katolska kyrkan var ifrågasatt och reformationen hade brutit ut vid denna tid, eller politiska frågor där Nederländska frihetskriget pågick mot den tysk-romerska kejsaren. Det som talar för att det är frågan om religionskritik är att de blinda är relativt välklädda och har fyllda penningpungar – såsom katolska präster ofta avbildades i propagandan mot dem – och att bakgrunden domineras av en kyrka. 